# Paralophaster hyalinus
Paralophaster hyalinus är en sjöstjärneart som beskrevs av H.E.S. Clark 1970. Paralophaster hyalinus ingår i släktet Paralophaster och familjen solsjöstjärnor. Inga underarter finns listade i Catalogue of Life.